# Tomasz Schramm
Tomasz Schramm (né le 22 novembre 1949 à Poznań) est un historien polonais spécialiste du XXe siècle.
Il est le fils de Ryszard Schramm (pl), biologiste, alpiniste et explorateur des régions polaires.

## Biographie
Tomasz Schramm a effectué sa scolarité au 
Lycée Karol Marcinkowski de Poznań puis ses études supérieures à l'Université Adam Mickiewicz de Poznań (UAM), où il soutenu son doctorat en 1977 et son habilitation en 1988. Sa thèse avait pour titre « Les missions militaires françaises en Europe centrale 1919 -1938 ».
Dans les années 1980-1989, il est engagé aux côtés du syndicat Solidarność et de l'opposition au régime communiste.
Il obtient le titre de professeur de sciences humaines en 1999.
De 1990 à 1996, il est doyen de la Faculté d'histoire de l'UAM, et de 1984 à 1987 et de 1996 à 2008, directeur-adjoint de l'Institut d'histoire de l'UAM. Il est membre du bureau de Polskie Towarzystwo Historyczne (Société polonaise d'histoire), et depuis 2000, vice-président de l'Association internationale d'histoire contemporaine de l'Europe.
Depuis 2006, il est consul honoraire de France à Poznań.

## Carrière en France
Tomasz Schramm a été professeur invité ou professeur associé dans les universités suivantes :
- Université Paris-7 Denis Diderot (1995/96, 2003)
- Université Paris-1 Panthéon-Sorbonne (1999, 2003/04)
- Université Marc Bloch de Strasbourg (2008)

## Publications
- Historycy francuscy o genezie Wielkiej Wojny, Wydawnictwo Naukowe UAM, Poznań, 1984
- Francuskie misje wojskowe w państwach Europy Środkowej: 1919-1939, 1987,  (ISBN 8323200335))
- Wygrać Polskę: 1914-1918, 1989,  (ISBN 978-83-03-02730-6))
- Historia powszechna – wiek XX, 1998,  (ISBN 8386138513))
- Tożsamość Europy a chrześcijaństwo, 2005,  (ISBN 837015820X))

articles récents en français (exemples)
- « Le regard polonais/galicien porté vers l’Autriche au xxe siècle », IRICE, Université Paris-I, 2015[5]
- « Les Polonais : citoyens des États belligérants »,  in Guerres mondiales et conflits contemporains, Presses universitaires de France, 2015[6]

## Distinctions
- chevalier de l'ordre Polonia Restituta
- chevalier dans l'ordre des Palmes académiques
- professeur honorifique à l'Université Marie Curie-Skłodowska de Lublin en 2010[7]
- docteur honoris causa de l'Université Jan-Kochanowski de Kielce[8]